# Manoir de Locqueltas (Arradon)
Le manoir de Locqueltas  est un édifice situé à Arradon en France.

## Localisation
Le manoir est situé sur le territoire de la commune d'Arradon, au lieu-dit Locqueltas, dans le département du Morbihan en région Bretagne.

## Description
Le manoir date du XVIIe siècle, édifice à plan allongé, à un étage carré, élévation à travées, construit en moellons de calcaire et de granite. Toiture à longs pans recouverte d'ardoises, pignons couvert et découvert, croupe.

## Historique
Manoir noble mentionné dès 1462, appartenant à Gilles Loret. Le logis actuel conserve des vestiges de la fin du XVe siècle : base des cheminées et porte d'accès à la tourelle d'escalier. Acquis en 1643 par Pierre Aubin de la Fontaine, le logis est alors remanié : l'élevation antérieure est reprise, les cheminées transformées, celle de l'est portant le blason des Aubin. La tour d'escalier est postérieure et son escalier à vis en bois ont disparu au début du XXe siècle. Pavillon à l'ouest postérieur à 1852. Dépendances à l'est datant de la fin du XVIIIe siècle. Chapelle détruite après 1852.
Le manoir est inscrit à l'inventaire général du patrimoine culturel.